# Selezioni giovanili della nazionale maschile di pallacanestro della Lituania
Le selezioni giovanili della nazionale di pallacanestro della Lituania sono gestite dalla Federazione cestistica della Lituania e partecipano ai tornei cestistici internazionali per squadre nazionali, limitatamente a specifiche classi d'età.

## Universitaria
Rappresenta la selezione dei migliori atleti della nazionale lituana

### Partecipazioni
- 1997 - 9°
- 2007 -  1°
- 2009 - 5°
- 2011 -  3°
- 2013 - 5°

- 2015 - 6°
- 2017 -  1°
- 2025 -  3°

 Lituania universitaria - Pallacanestro alla XXIV Universiade - Torneo maschileAlijevas, Anisimovas, Babrauskas, Jasikevičius, Kalnietis, Kavaliauskas, Kurtinaitis, Mačiulis, Prekevičius, Šilinskis, Sinica, Vasylius, All. Mindaugas Lukošius
 Lituania universitaria - Pallacanestro alla XXVI Universiade - Torneo maschileKadzevičius, Sapiega, Matulionis, Ežerskis, Stanionis, Gvezdauskas, Pečiukevičius, Kupšas, Valukonis, Žylė, Jucikas, Orelik, All. -
 Lituania universitaria - Pallacanestro alla XXVIII Universiade - Torneo maschileDambrauskas, Kariniauskas, Mockevicius, Kulvietis, Cizauskas, Jakstas, Tarolis, Giedraitis, Dimsa, Lekavicius, Kupsas, Ulanovas, All. Dainius Adomaitis
 Lituania universitaria - Pallacanestro alla XXIX Universiade - Torneo maschileBičkauskis, Tamulis, Šaulys, Žemaitis, Miniotas, Danisevičius, Geben, Sajus, Tarolis, Vaitkus, Kačinas, Dimša, All. -

## Under-21
Rappresenta i migliori giocatori di nazionalità lituana di età non superiore ai 21 anni. Partecipa a tutte le manifestazioni internazionali giovanili di pallacanestro per nazioni gestite dalla FIBA.

### Partecipazioni
Mondiali Under-21
- 1997 - 8°
- 2005 -  1°

 Lituania under 22 - Campionato mondiale maschile di pallacanestro Under-22 19974 Janulis, 5 Jocys, 6 Masiulis, 7 Slanina, 8 Žukauskas, 9 Petraitis, 10 Marčiulionis, 11 Šeštokas, 12 Karlikanovas, 13 Kaukėnas, 14 Aidietis, 15 Jurkūnas,        All. Vadimas Rodastevas
 Lituania under 21 - Campionato mondiale maschile di pallacanestro Under-21 20054 Navickas, 5 Babrauskas, 6 Mačiulis, 7 Jomantas, 8 Seibutis, 9 Prekevičius, 10 Pridotkas, 11 Kavaliauskas, 12 Anisimovas, 13 Jankūnas, 14 Alijevas, 15 Šilinskis,        All. Ramūnas Butautas

## Under-20
Rappresenta i migliori giocatori di nazionalità lituana di età non superiore ai 20 anni. Partecipa a tutte le manifestazioni internazionali giovanili di pallacanestro per nazioni gestite dalla FIBA.
Nel corso degli anni questa selezione ha subìto alcuni cambiamenti nel nome, dovuti agli adeguamenti nelle normative della FIBA in fatto di classificazione delle categorie giovanili.
Agli inizi la denominazione originaria era Nazionale Juniores, in quanto la FIBA classificava le fasce di età sotto i 22 anni con la denominazione "juniores". In seguito, denominazione e fasce di età sono state equiparate, divenendo Nazionale Under 22. Dal 2000, la FIBA ha modificato nuovamente il tutto, equiparando sotto la dicitura "under 20" sia denominazione che fasce di età. Da allora la selezione ha preso il nome attuale.

### Partecipazioni
FIBA EuroBasket Under-20
- 1996 -  1°
- 1998 - 8°
- 2000 - 10°
- 2002 - 5°
- 2004 -  3°

- 2005 -  2°
- 2006 - 7°
- 2007 - 11°
- 2008 -  2°
- 2009 - 5°

- 2010 - 9°
- 2011 - 14°
- 2012 -  1°
- 2013 - 7°
- 2014 - 5°

- 2015 - 7°
- 2016 -  2°
- 2017 - 6°
- 2018 - 9°
- 2019 - 5°

- 2022 -  2°
- 2023 - 8°
- 2024 - 5°
- 2025 -  2°

 Lituania under 22 - Campionato europeo maschile di pallacanestro Under-22 19964 Masiulis, 5 Jocys, 6 Karlikanovas, 7 Timinskas, 8 Šeštokas, 9 Petraitis, 10 Marčiulionis, 11 Adomaitis, 12 Aidietis, 13 Jasikevičius, 14 Jurkūnas, 15 Praškevičius,        All. Vadimas Rodastevas
 Lituania under 22 - Campionato europeo maschile di pallacanestro Under-22 19984 Ignatavičius, 5 Kazlauskas, 6 Burneika, 7 Galkevičius, 8 Šiškauskas, 9 Songaila, 10 Marčiulionis, 11 Javtokas, 12 Slanina, 13 Kaukėnas, 14 Janulis, 15 Šeštokas,        All. Vadimas Rodastevas
 Lituania under 20 - Campionato europeo maschile di pallacanestro Under-20 20004 Česnauskis, 5 Kadžiulis, 6 Stašaitis, 7 Macijauskas, 8 Mockus, 9 Zavackas, 10 Sakalys, 11 Nagys, 12 Četovič, 13 Andriukaitis, 14 Masiulis, 15 Javtokas,        All. Vadimas Rodastevas
 Lituania under 20 - Campionato europeo maschile di pallacanestro Under-20 20024 Pociukonis, 5 Gaidamavičius, 6 Delininkaitis, 7 Pečiukas, 8 Serapinas, 9 Dipartas, 10 Kieža, 11 Kuzminskas, 12 Vėlius, 13 Jasaitis, 14 Klimavičius, 15 Čukinas,        All. Vadimas Rodastevas
 Lituania under 20 - Campionato europeo maschile di pallacanestro Under-20 20044 Pečiukaitis, 5 Babrauskas, 6 Mačiulis, 7 Jomantas, 8 Lekavičius, 9 Prekevičius, 10 Dabkus, 11 Kleiza, 12 Anisimovas, 13 Jankūnas, 14 Joneliūnas, 15 Šilinskis,        All. Ramūnas Butautas
 Lituania under 20 - Campionato europeo maschile di pallacanestro Under-20 20054 Šidlauskas, 5 Alijevas, 6 Mačiulis, 7 Kalnietis, 8 Seibutis, 9 Ruikis, 10 Jomantas, 11 Jasiulionis, 12 Mažeika, 13 Kisielius, 14 Truškauskas, 15 Ramanauskas,        All. Rimas Kurtinaitis
 Lituania under 20 - Campionato europeo maschile di pallacanestro Under-20 20064 Viskontas, 5 Aleksandrovas, 6 Kelys, 7 Pocius, 8 Barštys, 9 Simonavičius, 10 Kurtinaitis, 11 Butkevičius, 12 Dilys, 13 Kalnietis, 14 Trakimas, 15 Abramavičius,        All. Rimas Kurtinaitis
 Lituania under 20 - Campionato europeo maschile di pallacanestro Under-20 20074 Dilys, 5 Černeckis, 6 Kriaučiūnas, 7 Ežerskis, 8 Maciulevičius, 9 Baniulis, 10 Ivanauskas, 11 Labuckas, 12 Butkevičius, 13 Ruzgas, 14 Trakimas, 15 Petrukonis,        All. Linas Šalkus
 Lituania under 20 - Campionato europeo maschile di pallacanestro Under-20 20084 Janavičius, 5 Vasiliauskas, 6 Juškevičius, 7 Lipkevičius, 8 Motiejūnas, 9 Žabas, 10 Ūzas, 11 Brazdauskis, 12 Valukonis, 13 Gecevičius, 14 Skurdauskas, 15 Čepukaitis,        All. Rimvydas Samulėnas
 Lituania under 20 - Campionato europeo maschile di pallacanestro Under-20 20094 Vasiliauskas, 5 Želionis, 6 Sliesoraitis, 7 Lipkevičius, 8 Juškevičius, 9 Kuzminskas, 10 Janavičius, 11 Motiejūnas, 12 Cepanonis, 13 Gydra, 14 Čepukaitis, 15 Buterlevičius,        All. Rimvydas Samulėnas
 Lituania under 20 - Campionato europeo maschile di pallacanestro Under-20 20104 Dambrauskas, 5 Tarvydas, 6 Peciukevicius, 7 Sapiega, 8 Kulvietis, 9 Slezas, 10 Bendžius, 11 Kadzevičius, 12 Orelik, 13 Kairys, 14 Staniulis, 15 Drungilas,        All. Vitoldas Masalskis
 Lituania under 20 - Campionato europeo maschile di pallacanestro Under-20 20114 Dambrauskas, 5 Varanauskas, 6 Redikas, 7 Kulvietis, 8 Biruta, 9 Kupšas, 10 Kumpys, 11 Brusokas, 12 Peciukevicius, 13 Butkevičius, 14 Tarvydas, 15 Staniulis,        All. Marius Linartas
 Lituania under 20 - Campionato europeo maschile di pallacanestro Under-20 20124 Vaitiekūnas, 5 Pukis, 6 Aniulis, 7 Ulanovas, 8 Redikas, 9 Giedraitis, 10 Mockevičius, 11 Sabonis, 12 Skučas, 13 Čižauskas, 14 Jakštas, 15 Butkevičius,        All. Kazys Maksvytis
 Lituania under 20 - Campionato europeo maschile di pallacanestro Under-20 20134 Riauka, 5 Lekys, 6 Juknevičius, 7 Paliukėnas, 8 Mockevičius, 9 Semaška, 10 Vaitkus, 11 Olisevičius, 12 Kačinas, 13 Kariniauskas, 14 Chatkevičius, 15 Jogėla,        All. Tomas Pačėsas
 Lituania under 20 - Campionato europeo maschile di pallacanestro Under-20 20144 Žalalis, 5 Tamulis, 6 Kubilius, 7 Gintvainis, 8 Lekavičius, 9 Dimša, 10 Stašelis, 11 Jankaitis, 12 Krestinin, 13 Grigonis, 14 Griciūnas, 15 Tarolis,        All. Tomas Masiulis
 Lituania under 20 - Campionato europeo maschile di pallacanestro Under-20 20154 Jurgutis, 6 Valinskas, 7 Žalalis, 8 Kumelis, 9 Miniotas, 10 Šeškus, 11 Sabonis, 13 Kubilius, 19 Sajus, 23 Grabauskas, 34 Aukštikalnis, 35 Pipiras,        All. Tomas Masiulis
 Lituania under 20 - Campionato europeo maschile di pallacanestro Under-20 20162 Normantas, 7 Beliauskas, 8 Paliukėnas, 9 Fiodorovas, 11 Birutis, 13 Varnas, 14 Echodas, 15 Rupkus, 19 Sajus, 22 Miniotas, 31 Žemaitis, 34 Stankevičius,        All. Tomas Masiulis
 Lituania under 20 - Campionato europeo maschile di pallacanestro Under-20 20174 Beliauskas, 7 Dieninis, 8 Lukošiūnas, 9 Mikalauskas, 10 Kararinas, 11 Birutis, 13 Varnas, 14 Echodas, 21 Beručka, 30 Grabliauskas, 40 Kačiuška, 42 Kvedaravičius,        All. Marius Kiltinavičius
 Lituania under 20 - Campionato europeo maschile di pallacanestro Under-20 20181 Velička, 5 Giedraitis, 7 Stankevicius, 9 Pilauskas, 10 Kararinas, 11 Slavinskas, 19 Zukauskas, 21 Masiulis, 23 Jogėla, 27 Kozys, 31 Tubutis, 35 Lavrinovičius,        All. Arvydas Gronskis
 Lituania under 20 - Campionato europeo maschile di pallacanestro Under-20 20191 Velička, 3 Vaičiūnas, 4 Leganovič, 5 Uleckas, 6 Jonkus, 7 Sargiūnas, 10 Kozys, 11 Poška, 18 Vasiliauskas, 35 Lavrinovičius, 92 Sakalauskas, 99 Valinskas,        All. Donaldas Kairys
 Lituania under 20 - Campionato europeo maschile di pallacanestro Under-20 20223 Marčiulionis, 7 Montvila, 10 Stenionis, 11 Budrys, 13 Preibys, 14 Kiudulas, 15 Tamulevicius, 17 Rubštavičius, 18 Pivorius, 21 Jarusevicius, 23 Rubinas, 31 Butka,        All. Mindaugas Noreika
 Lituania under 20 - Campionato europeo maschile di pallacanestro Under-20 20231 Bartninkas, 2 Šarauskas, 3 Lelevičius, 5 Kublickas, 7 Sargiūnas, 8 Vokietaitis, 9 Krivas, 11 Kiudulas, 13 Dov. Butka, 24 Dom. Butka, 35 Jocius, 90 Baltrušaitis,        All. Vytautas Pliauga

## Under-19
Rappresenta i migliori giocatori di nazionalità lituana di età non superiore ai 19 anni. Partecipa a tutte le manifestazioni internazionali giovanili di pallacanestro per nazioni gestite dalla FIBA.
Fino al 1991, gli atleti lituani hanno militato nella nazionale di categoria sovietica

### Partecipazioni
Mondiali Under-19
- 1995 - 5°
- 2003 -  2°
- 2007 - 9°
- 2009 - 9°
- 2011 -  1°

- 2013 -  3°
- 2017 - 6°
- 2019 - 4°
- 2021 - 6°

 Lituania under 19 - Campionato mondiale maschile di pallacanestro Under-19 19954 V. Kaukėnas, 5 Lydeka, 6 R. Kaukėnas, 7 Kovaliukas, 8 Jaruševičius, 9 Raziulis, 10 Marčiulionis, 11 Kazlauskas, 12 Karlikanovas, 13 Jasikevičius, 14 Šeštokas, 15 Jurkūnas,        All. -
 Lituania under 19 - Campionato mondiale maschile di pallacanestro Under-19 20034 Pečiukaitis, 5 Babrauskas, 6 Mačiulis, 7 Jomantas, 8 Lekavičius, 9 Prekevičius, 10 Dabkus, 11 Kleiza, 12 Maceina, 13 Jankūnas, 14 Joneliūnas, 15 Šilinskis,        All. -
 Lituania under 19 - Campionato mondiale maschile di pallacanestro Under-19 20074 Janavičius, 5 Birgelis, 6 Čepukaitis, 7 Beliavičius, 8 Kleiza, 9 Gvezdauskas, 10 Gailius, 11 Brazdauskis, 12 Valukonis, 13 Gecevičius, 14 Skurdauskas, 15 Grinius,        All. Rutenis Paulauskas
 Lituania under 19 - Campionato mondiale maschile di pallacanestro Under-19 20094 Jukonis, 5 Redikas, 6 Sapiega, 7 Bertašius, 8 Šimkevičius, 9 Šležas, 10 Bendžius, 11 Motiejūnas, 12 Orelik, 13 Čižauskas, 14 Padegimas, 15 Drungilas,        All. Vitoldas Masalskis
 Lituania under 19 - Campionato mondiale maschile di pallacanestro Under-19 20114 Simanavičius, 5 Pukis, 6 Mockevičius, 7 Ulanovas, 8 Redikas, 9 Giedraitis, 10 Butkevičius, 11 Sabonis, 12 Skučas, 13 Čižauskas, 14 Jakštas, 15 Valančiūnas,        All. Kazys Maksvytis
 Lituania under 19 - Campionato mondiale maschile di pallacanestro Under-19 20134 Gustys, 5 Tamulis, 6 Raupys, 7 Gintvainis, 8 Lekavičius, 9 Dimša, 10 Stašelis, 11 Jankaitis, 12 Krestinin, 13 Grigonis, 14 Geben, 15 Tarolis,        All. Tomas Masiulis
 Lituania under 19 - Campionato mondiale maschile di pallacanestro Under-19 20174 Pažėra, 7 Stankevičius, 8 Kulboka, 9 Giedraitis, 11 Sedekerskis, 13 Gadiliauskas, 18 Vasiliauskas, 19 Žukauskas, 21 Masiulis, 22 Slavinskas, 24 Kupšas, 31 Jokubaitis,        All. Rimantas Grigas
 Lituania under 19 - Campionato mondiale maschile di pallacanestro Under-19 20191 Ramanauskas, 5 Arlauskas, 7 Urbonavičius, 9 Giedraitis, 13 Jarumbauskas, 21 Venskus, 24 Metrikis, 27 Bergaudas, 31 Jokubaitis, 55 Vaitkus, 77 Mineikis, 88 Vilys,        All. Gediminas Petrauskas
 Lituania under 19 - Campionato mondiale maschile di pallacanestro Under-19 20211 Kneižys, 3 Marčiulionis, 7 Sargiūnas, 10 Stenionis, 11 Tubelis, 13 Preibys, 14 Krivas, 15 Jocius, 17 Rubštavičius, 18 Pivorius, 24 Rubinas, 45 Lelevičius,        All. Gediminas Petrauskas

## Under-18
Rappresenta i migliori giocatori di nazionalità lituana di età non superiore ai 18 anni. Partecipa a tutte le manifestazioni internazionali giovanili di pallacanestro per nazioni gestite dalla FIBA.
Agli inizi la denominazione originaria era Nazionale Cadetti, in quanto la FIBA classificava le fasce di età sotto i 18 anni con la denominazione "cadetti". Dal 2000, la FIBA ha modificato il tutto, equiparando sotto la dicitura "under 18" sia denominazione che fasce di età. Da allora la selezione ha preso il nome attuale.
Fino al 1991, gli atleti lituani hanno militato nella nazionale di categoria sovietica

### Partecipazioni
FIBA EuroBasket Under-18
- 1994 -  1°
- 1996 - 12°
- 1998 - 9°
- 2000 - 7°
- 2002 - 4°

- 2004 - 9°
- 2005 - 5°
- 2006 -  2°
- 2007 - 4°
- 2008 -  2°

- 2009 - 4°
- 2010 -  1°
- 2011 - 5°
- 2012 -  2°
- 2013 - 5°

- 2014 - 7°
- 2015 -  3°
- 2016 -  2°
- 2017 -  3°
- 2018 - 5°

- 2019 - 7°
- 2022 - 7°
- 2023 - 11°

## Under-17
Rappresenta i migliori giocatori di nazionalità lituana di età non superiore ai 17 anni. Partecipa a tutte le manifestazioni internazionali giovanili di pallacanestro per nazioni gestite dalla FIBA.

### Partecipazioni
Mondiali Under-17
- 2010 - 4°
- 2012 - 9°
- 2016 -  3°
- 2022 - 4°

## Under-16
Rappresenta i migliori giocatori di nazionalità lituana di età non superiore ai 16 anni. Partecipa a tutte le manifestazioni internazionali giovanili di pallacanestro per nazioni gestite dalla FIBA.
Agli inizi la denominazione originaria era nazionale Allievi, in quanto la FIBA classificava le fasce di età sotto i 18 anni con la denominazione "allievi". Dal 2000, la FIBA ha modificato il tutto, equiparando sotto la dicitura "under 16" sia denominazione che fasce di età. Da allora la selezione ha preso il nome attuale.
Fino al 1991, gli atleti lituani hanno militato nella nazionale di categoria sovietica

### Partecipazioni
FIBA EuroBasket Under-16
- 1993 - 5°
- 2004 - 4°
- 2005 - 4°
- 2006 - 10°

- 2007 -  3°
- 2008 -  1°
- 2009 -  2°
- 2010 -  2°
- 2011 - 11°

- 2012 - 11°
- 2013 - 9°
- 2014 - 10°
- 2015 -  2°
- 2016 -  2°

- 2017 - 6°
- 2018 - 7°
- 2019 - 9°
- 2022 -  1°
- 2023 - 4°